# Firkin (Band)
Firkin ist eine ungarische Folk-Punk-Band aus Budapest.

## Geschichte
Die Band wurde 2008 von Péter János gegründet. János spielte bereits in Celtic-Bands wie M.É.Z. und Shannon.hu sowie Musikprojekten wie PJC und Green Garden Groove. Er war außerdem mit Soundtracks zu Filmen, Theaterproduktionen und als Gastmusiker bei Zoran, Crystal, Tamas Szabo, Peter Gerendas, Mondala und Age of Nemesis aktiv.
Firkin hat bereits mehr als 400 Konzerte in 13 Ländern (Kanada, Frankreich, Schweiz, Belgien, Deutschland, Niederlande, Italien, Österreich, Tschechien, Slowakei, Rumänien, Ukraine und Ungarn) gespielt. Im Mai 2009 veröffentlichten sie ihr Debütalbum Firkinful of Beer. Im November 2010 folgte das zweite Album WHUP!. Der Titel Lord of the Dance war in Kanada für vier Monate und in Deutschland für drei Monate in den Celtic Radio Charts. Im Jahr 2011 waren sie in Kanada auf Tour und gaben fünf Konzerte. 2012 nahmen sie ihre erste Live-DVD Keep on Firkin! auf.
Am 27. Juli 2013 traten sie beim 4. Shamrock Castle Festival auf Schloss Jägersburg in Eggolsheim in Bayern auf. Im Juni 2014 traten sie beim Hörnerfest in Schleswig-Holstein auf. Am 2. August 2014 traten sie beim Wacken Open Air ebenfalls in Schleswig-Holstein auf. Ebenfalls 2014 traten sie zum vierten Mal hintereinander beim Sziget Festival in Budapest auf. Am 14. März 2015 traten sie bei der St. Patrick’s Night des Blacksheep-Festivals auf. Ebenfalls 2015 spielten sie zusammen mit der 1997 gegründeten Folk-Punk-Band Flogging Molly. Am 31. Dezember 2015 traten sie im The Dublin Castle in Camden in London auf. Support war Mick O’Toole.
Bei den US-amerikanischen The Akademia Music Awards in Los Angeles wurde der aktuelle Song Start Again im Februar 2016 als bester Pop-Rock/Folk-Song ausgezeichnet. Im Juni 2016 wurde Firkin mit dem ungarischen Fonogram Preis ausgezeichnet. Am 27. August 2016 trat Firkin beim Feuertal-Festival in Wuppertal auf. 2018 folgte das nächste Album We Are the Ones.
Als Gastmusiker unterstützten bereits Csongor Turani (Csongi), Jamie Winchester (Jamie), Judit Bonyár (Jutka), Nora Feher (Nóri), Pal Göttinger (Pali) und Istvan Pal (Szalonna) die Band.

## Diskografie
Alben
- 2009: Firkinful of Beer (Universal Music / Pump Jump Records)
- 2010: WHUP! (Pump Jump Records)
- 2012: Igyunk pálinkát! (Pump Jump Records)
- 2012: Keep on Firkin! (Live-DVD, Pump Jump Records)
- 2013: Keep on Firkin! (Live-CD, Pump Jump Records)
- 2014: Finger in the Pie (Pump Jump Records)
- 2018: We Are the Ones (Pump Jump Records)